# Derekegyház
Derekegyház là một thị trấn thuộc hạt Csongrád, Hungary. Thị trấn này có diện tích 53,78 km², dân số năm 2010 là 1652 người, mật độ 31 người/km².